# Ryongchon
Ryongchon est une ville de Corée du Nord située au nord-ouest du pays, à 20 km de la frontière chinoise.
La ville de Ryongchon a une population de 130 000 habitants. C'est un point de passage important du trafic ferroviaire avec la Chine.
Le 22 avril 2004 dans la gare de Ryongchon, une énorme explosion d'un train (chargé entre autres d'essence et de nitrate d'ammonium) provoque la mort de 161 personnes et plus de 1 300 blessés. Les circonstances exactes ne sont pas connues.

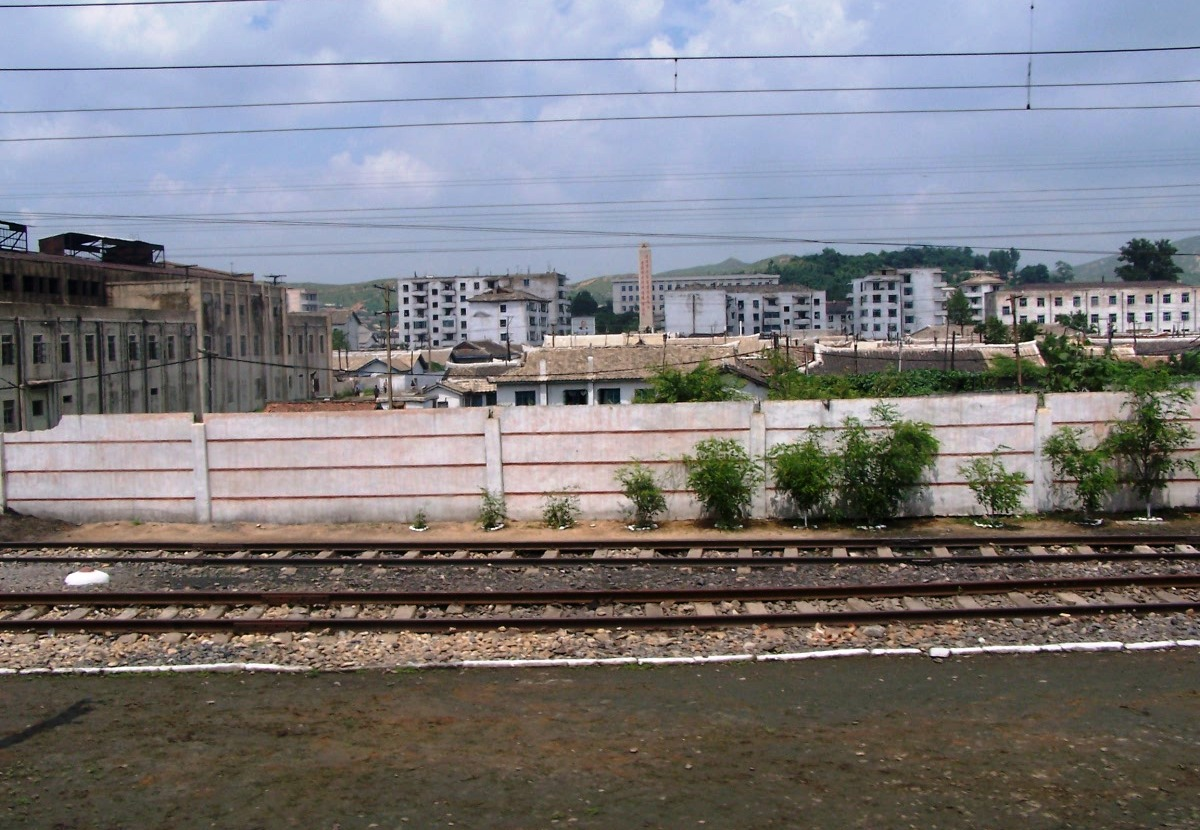

## Historique des députations de la circonscription de Ryongch'ŏn (253e)
- XIème législature (2003-2009) : Pak Sung (Hangeul:박　성)
- XIIème législature (2009-2014) : Han Byung Man (Hangeul: 한병만 Hanja:韓炳萬)
- XIIIème législature (2014-2019) : Ri Myung Chul (Hangeul: 리명철)